# Campionati italiani assoluti di scherma del 1935
I Campionati italiani assoluti di scherma del 1935 sono stati organizzati dalla Federazione Italiana Scherma.
Nel fioretto, si sono aggiudicati i titoli dei campionati italiani Giorgio Bocchino e Ada Biagini, entrambi alla loro prima affermazione.
Il titolo della spada è andato a Saverio Ragno, alla sua quarta affermazione.
Nella sciabola Aldo Montano ha vinto per la prima volta il titolo nazionale maschile.

## Podi

### Uomini
| Specialità  | Oro              | Argento | Bronzo |
| Individuali |                  |         |        |
| Fioretto    | Giorgio Bocchino | -       | -      |
| Spada       | Saverio Ragno    | -       | -      |
| Sciabola    | Aldo Montano     | -       | -      |

### Donne
| Specialità  | Oro         | Argento | Bronzo |
| Individuali |             |         |        |
| Fioretto    | Ada Biagini | -       | -      |